# Mestolobes aphrias
Mestolobes aphrias is een vlinder uit de familie van de grasmotten (Crambidae). De wetenschappelijke naam van de soort werd voor het eerst geldig gepubliceerd in 1899 door Edward Meyrick.